# Echinochasmus perfoliatus
Echinochasmus perfoliatus ist ein digener Saugwurm, der in Europa und Asien vorkommt. Der Parasit hat Süßwasserschnecken als ersten und Fische als zweiten Zwischenwirt. Endwirte sind fischfressende Säugetiere und Vögel, bei denen er im Dünndarm parasitiert. Adulte Darmegel sind 2 bis 4 mm lang und tragen am Kopf eine Krone aus 24, in einer Reihe angeordneten Stacheln. Die großen Hoden sind unmittelbar hinter der Mittellinie angeordnet, die beiden Ovarien liegen rechts und links davon.
Die Mirazidien sind etwa 110 µm lang und 80 µm breit. Der Körper ist mit 21 epidermalen Platten bedeckt, die in vier Reihen angeordnet sind. Die Mutterredien sind etwa 2 mm lang und 0,8 mm breit. Sie haben einen 0,1 mm langen, ovalen Ösophagus. Um die Mundöffnung sind zahlreiche Sinneshärchen angeordnet. Der Körper der ovalen Zerkarien ist 0,13 mm lang und 75 µm breit. Der Schwanz ist kürzer als der Körper, 0,11 mm lang und 22 µm breit. Um die Mundöffnung sind 8 bis acht Sinneshärchen ausgebildet, auch entlang des Körpers sind an den Seiten mehrere Sinneshärchen vorhanden.